# République populaire mongole
26 novembre 1924 – 12 mars 1992
(67 ans, 3 mois et 15 jours)
Entités précédentes :
- Monarchie mongole

Entités suivantes :
- Mongolie

La République populaire mongole, nom également traduit par république populaire de Mongolie, est le régime politique de la Mongolie entre 1924 et 1992. Le pays était alors un État satellite de l'Union soviétique. Le Parti révolutionnaire du peuple mongol, d'orientation marxiste-léniniste, gouvernait en tant que parti unique.

## Prise du pouvoir par les communistes

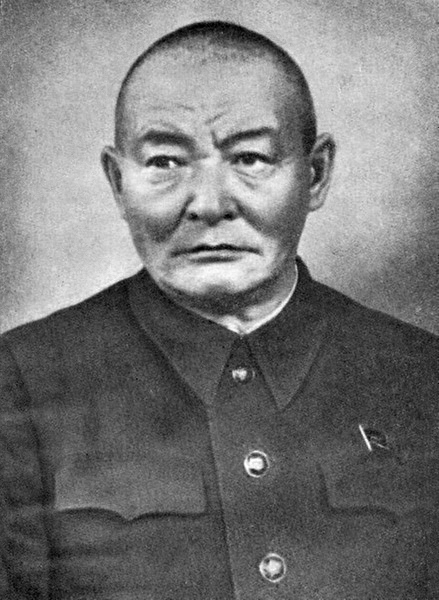
Horloogiyn Choybalsan.

Jusqu'en 1911, la Mongolie est sous la souveraineté de l'empire mandchou des Qing. En décembre 1911, à la faveur de la révolution en Chine, la Mongolie proclame son indépendance, avec le Bogdo Khan comme souverain. En 1919, la république de Chine, à la faveur de la guerre civile russe, déploie des troupes en Mongolie et obtient de celle-ci la signature d'un traité renonçant à son autonomie. En mars 1921, la Mongolie est ensuite envahie par les troupes blanches de Roman von Ungern-Sternberg, qui prennent le contrôle du pays. Ungern-Sternberg est chassé en juillet par l'Armée rouge et le Parti populaire mongol, soutenu par les Bolcheviks, instaure un système de « monarchie limitée ». Le Bogdo Khan demeure officiellement à la tête de l'État mais les communistes mongols, dont les principaux dirigeants sont le ministre de la Guerre Damdin Sükhbaatar (ou Süke-bator) et son vice-ministre Horloogiyn Choybalsan, détiennent la réalité du pouvoir. Lénine voit alors la possibilité de faire passer la Mongolie directement « du féodalisme au socialisme en sautant l'étape capitaliste ». Damdin Sükhbaatar meurt soudainement le 22 février 1923, à l'âge de trente ans, mais sa disparition ne modifie pas le cours politique dans le pays. Le souverain meurt en 1924, sa disparition sonnant le glas du régime théocratique en Mongolie ; dès le mois d'août, le Parti populaire se réunit et prend le nom de Parti révolutionnaire du peuple mongol. Le Grand Houral d’État tient sa session inaugurale du 8 au 26 novembre de la même année et proclame l'instauration de la République populaire mongole, ainsi que l'adoption de la constitution. Horloogiyn Choybalsan est nommé commandant en chef de l'armée avec le titre de maréchal. La ville d'Ourga est rebaptisée Oulan-Bator (« la ville du héros rouge ») en l'honneur de Sükhbaatar. Par sa subordination à l'URSS, la Mongolie fait dès lors figure de précurseur des pays du bloc de l'Est.

## Historique du régime
Durant toute la période de l'entre-deux-guerres, la Mongolie demeure un pays fermé et isolé sur le plan diplomatique. Constituant l'un des premiers États communistes en Asie, la Mongolie est également, à l'époque, l'un des seuls régimes de ce type au monde. En août 1926, la République populaire mongole noue des relations diplomatiques avec la république populaire de Tannou-Touva, autre État satellite de l'URSS : chacun des deux États est alors le seul au monde à reconnaître l'autre, à l'exception de l'URSS. Tannou-Touva est par ailleurs absorbé en 1944 par l'URSS, qui devient alors l'unique pays à reconnaître le régime communiste de Mongolie.
L'histoire de la République populaire mongole se confond en grande partie avec l'adoption progressive d'un système « socialiste », selon les directives données en 1921 par Lénine à Sükhbaatar. L'académicien mongol Chagdariin Bira distingue trois phases dans l'histoire du régime, marquées chacune par l'adoption d'une constitution nouvelle. La première constitution, celle de 1924, met en place les institutions administratives et politiques du pays. La seconde, adoptée le 30 juin 1940, vise à promouvoir la croissance économique et sociale. La troisième, adoptée le 6 juillet 1960, entend parachever l'« édification du socialisme » dans tous les domaines.

### Premières années

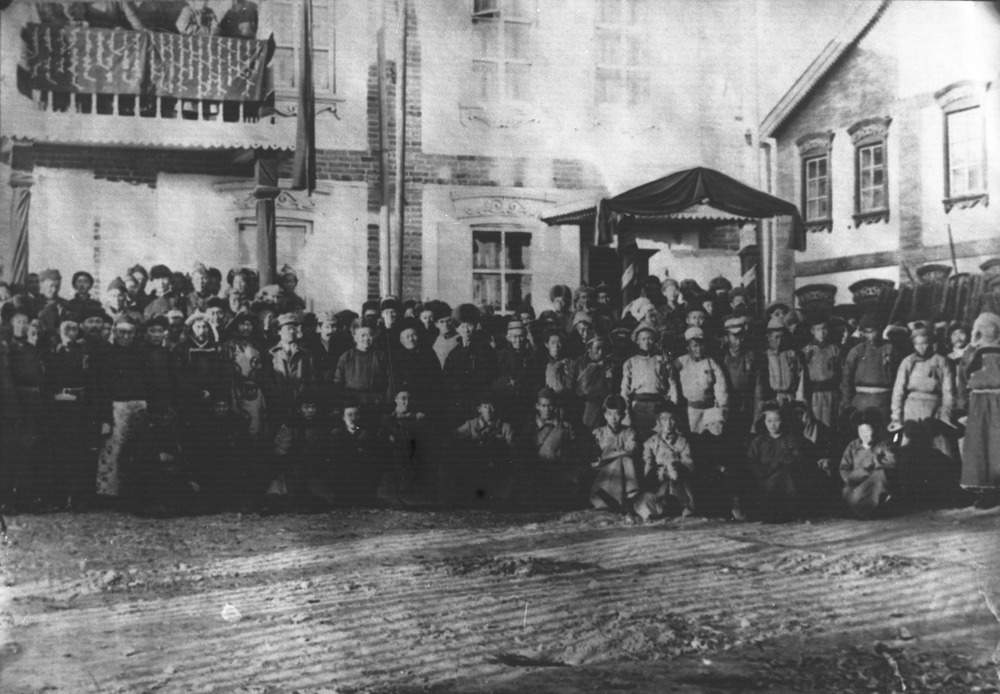
Premier congrès de l'État qui a examiné et approuvé la première constitution

En 1924, Balingiin Tserendorj devient chef du gouvernement, et Peljidiyn Genden chef de l'État. Les premières années, de 1924 à 1939, voient se structurer le Parti révolutionnaire du peuple mongol, avec son comité central et son bureau politique. L'assemblée législative du Grand Houral constitue l'équivalent mongol du Soviet suprême et coiffe le pouvoir exécutif en choisissant et démettant les ministres. Le poste de président du parlement correspond, sur le plan constitutionnel, à celui de chef de l'État. Le territoire du pays est réorganisé et divisé en aïmag (provinces), elles-mêmes divisées en sum (districts). Plus tard sont créées des unités de travail (les negdel ou coopératives rurales) correspondant au territoire des sum et subdivisées en brigad (brigades de travail) ou en kheseg (sections) elles-mêmes encore subdivisées en suuri (groupes de quelques familles). Une monnaie nationale, le Tugrik, est mise en circulation en 1925 et des mesures fiscales pénalisent les gros propriétaires laïques ou religieux qui, en 1926, possèdent encore 50 % du cheptel.
Des purges sanglantes contre l'opposition sont mises en œuvre, avant même la proclamation officielle de la République, par le ministre de la Guerre Horloogiyn Choybalsan, qui devient chef de l'État en 1929 : plusieurs dizaines de milliers de personnes y trouvent la mort. Entre 1925 et 1928, le régime communiste mongol met en place une politique de collectivisation de l'agriculture, qui s'avère ruineuse pour l'économie du pays. Dans les années 1928-1930, les troupeaux et les biens des monastères sont confisqués au profit des petits éleveurs. Des mesures douanières dissuasives sont appliquées aux commerçants étrangers (Chinois, Soviétiques, Britanniques, etc.) tandis que quelques entreprises nationales sont créées. Les premières années du régime sont marquées par des rivalités politiques internes au parti et par une socialisation trop rapide de l'économie, qui provoquent une grave crise économique durant jusqu'en 1932.
En 1932, la collectivisation forcée des terres et des troupeaux et l’interdiction du lamaïsme, entraînent une insurrection générale réprimée par l’Armée populaire. Entre 1932 et 1939, la politique expansionniste de l'empire du Japon, qui crée à la frontière mongole l'État fantoche du Mandchoukouo, pousse l'URSS à installer des troupes en Mongolie. Peljidiyn Genden, chef du gouvernement, se montre réticent à purger le clergé bouddhiste comme le prônait Joseph Staline et, soucieux de maintenir une certaine indépendance nationale, s'oppose à ce que l'URSS augmente sa présence militaire en Mongolie. Convoqué à Moscou en 1936, il tient tête à Staline et semble s'être vivement disputé avec ce dernier : cela lui vaut d'être démis de toutes ses fonctions et assigné à résidence près de la mer Noire. L'année suivante, il est arrêté sur l'accusation d'être un espion à la solde des Japonais, transféré à Moscou, puis exécuté. Son éviction et sa mort laissent les mains libres à la ligne dure du PPRM, et notamment à Choybalsan qui occupe alors le poste de ministre de l'intérieur.
La période 1937-1939 est marquée par des purges draconiennes contre l'« intelligentsia », tant laïque que religieuse. Une violente campagne anti-religieuse est notamment lancée pour éradiquer la foi bouddhiste en Mongolie. Les quelque 700 monastères que compte le pays sont mis à feu et à sang, les lamas étant tenus pour responsables de la résistance des Mongols à la modernisation de leur pays. Des milliers de moines sont mis à mort : un charnier de 5 000 crânes a été découvert en 1991 au nord-ouest du pays, mais les experts avancent des chiffres de dix à vingt fois plus élevés. Les religieux survivants sont contraints de reprendre la vie laïque et de partager le sort des petits éleveurs. La répression de l'opposition est également accentuée : les purges politiques et les persécutions religieuses des années 1920-1930 causent environ 100 000 morts, sur une population de 700 000 habitants. Choybalsan supervise les purges staliniennes en Mongolie et, avec le soutien de l'URSS, élimine ses rivaux à la tête du régime, d'abord le premier ministre Anandyn Amar, qu'il remplace à la tête du gouvernement en 1939, puis le secrétaire général du parti Banzarjavyn Baasanjav. À la même époque, une série de traités d'alliances, passés en 1921, 1934 et 1936, complètent progressivement l'inféodation de la Mongolie à l'URSS. Le marxisme-léninisme est enseigné à l'école et l'apprentissage du russe devient obligatoire.
La première période d'existence de la République populaire mongole, malgré l'ampleur et le caractère sanglant des purges politiques, connaît certains effets positifs : la population s'accroît et passe de 651 700 en 1925 à 738 200 en 1935 ; le cheptel, pratiquement la seule ressource du pays, fait plus que doubler dans la période. La scolarisation des enfants fait d'importants progrès : touchant 576 enfants seulement en 1924, elle en touche 25 673 en 1940. La mortalité infantile est divisée par plus de trois et le nombre de médecins passe du nombre de 2 pour tout le pays en 1925, à 108 en 1940. Dès 1940, la République mongole entame sa deuxième phase de « socialisation », par la mise en œuvre de plans quinquennaux destinés à favoriser la croissance économique et sociale : ce processus est cependant retardé par la Seconde Guerre mondiale, qui mobilise près de la moitié du budget de l'État. Le 8 avril 1940, Yumjagiyn Tsedenbal, économiste de formation alors âgé de 23 ans, devient secrétaire général du comité central du Parti révolutionnaire du peuple mongol, tandis que Choybalsan continue de dominer la politique mongole en tant que chef du gouvernement.

### Participation à la guerre mondiale
La menace japonaise se précise à la fin des années 1930, alors que la seconde guerre sino-japonaise fait rage : la dispute autour d'une zone frontalière revendiquée par le Mandchoukouo, État créé par le Japon en Mandchourie, dégénère en 1939 en incident frontalier, puis en guerre ouverte où les troupes de l'empire du Japon et du Mandchoukouo affrontent les troupes soviétiques et mongoles. Grâce au soutien de l'URSS, les Japonais sont repoussés, et concentrent ensuite leurs efforts militaires vers le sud, dans le cadre du conflit contre la république de Chine.
En 1940, la Mongolie adopte sa nouvelle constitution, sur le modèle soviétique. L'économie du pays est organisée en 1941 afin de servir principalement les besoins de l'URSS dans le cadre du conflit mondial. À la conférence de Yalta, Staline pose comme condition à son entrée en guerre contre les Japonais la reconnaissance par la Chine de l'indépendance de la Mongolie ; Tchang Kaï-chek finit par céder. Le 15 août 1945, la Chine signe avec l'URSS un traité d'amitié et reconnaît la souveraineté mongole, ce qu'elle refusait de faire depuis 1931 ; s'il met un terme aux revendications de la Chine sur le territoire de l'ex Mongolie-extérieure, le traité met également fin aux espoirs de Horloogiyn Choybalsan d'annexer la Mongolie-Intérieure, qui demeure partie intégrante de la Chine. Dans le même temps, la République populaire mongole participe avec l'URSS à l'invasion de la Mandchourie, fournissant une base stratégique et des renforts de troupes.

### Après-guerre

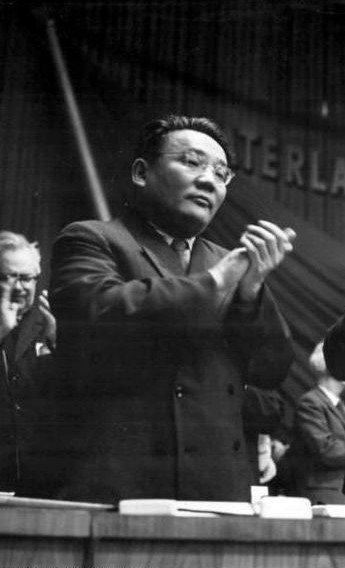
Yumjagiyn Tsedenbal en 1963 lors d'un déplacement en République démocratique allemande.

Le 20 octobre 1945 organise un plébiscite, prévu dans l'accord entre l'URSS et la Chine, pour faire approuver par la population le principe de l'indépendance définitive de la Mongolie : 98,4 % du corps électoral participe officiellement à la consultation, les « oui » l'emportant à l'unanimité. Des relations diplomatiques sont établies avec les autres pays communistes, la Corée du Nord et la république populaire de Chine en Asie, et les différentes nations du bloc de l'Est en Europe. En 1946, Choybalsan décrète le remplacement de l'écriture mongole par l'alphabet cyrillique, resserrant encore les liens avec l'URSS. Une partie des troupes soviétiques massées à la frontière soviétique sont retirées en 1947.
Dans les années 1950, la Mongolie connaît d'importants changements à la tête du pouvoir : Horloogiyn Choybalsan, surnommé le « Staline mongol », meurt en 1952 alors qu'il se trouvait en URSS pour raisons de santé : Yumjagiyn Tsedenbal lui succède à la tête du gouvernement. Le nouveau dirigeant mongol nourrit un projet d'intégration à l'URSS, qui ne verra finalement pas le jour. Jamsrangiin Sambuu devient Président du Praesidium du Grand Houral, soit chef de l'État, en juillet 1954 ; Tsedenbal laisse la tête du comité central à Dashiyn Dama en 1954 au moment où l'URSS décourage le cumul entre postes de chef du gouvernement et de chef du parti ; il reprend néanmoins la tête du PPRM en 1958.
La question mongole demeure une pierre d'achoppement dans les relations soviéto-chinoises, Mao Zedong espérant pouvoir annexer le pays : sa requête est cependant repoussée par Staline, puis par les successeurs de ce dernier. Les relations entre la république populaire de Chine et la République populaire mongole s'améliorent ensuite, se traduisant par une collaboration économique bénéfique pour le développement mongol. L'étroitesse des liens politiques et économiques de la Mongolie avec l'URSS, qui lui apporte une aide financière importante, rendent cependant impossible le maintien de liens harmonieux avec la Chine dès lors que les relations de celles-ci avec l'URSS se dégradent dans les années suivantes.
La Mongolie communiste se concentre sur la modernisation de son économie, le processus de « socialisation », retardé par la guerre, se poursuivant jusqu'en 1959. De nouveaux plans quinquennaux sont mis en œuvre entre 1953 et 1957, puis entre 1958 et 1960. La troisième phase de « socialisation », dite d'« achèvement de l'édification de la société socialiste », s'étend de 1960 à 1989 et couvre six plans quinquennaux successifs. L'accent est alors mis sur le développement et la diversification de l'industrie, ainsi que sur la décentralisation de l'exploitation du sous-sol. L'industrie voit progresser la fabrication des briques et le travail du bois, ainsi que l'exploitation des laines, cuirs et peaux. Le travail sur le sous-sol, avec l'exploitation du charbon et du minerai de fer, entraîne un phénomène d'urbanisation jusque-là inédit en Mongolie. Oulan-Bator connaît un développement spectaculaire : de 230 000 habitants en 1963, la capitale passe à 500 000 en 1986, soit le quart de la population du pays. Les centres d'exploitation minière sont développés et le phénomène d'urbanisation se poursuit, le pouvoir s'employant également à décourager le nomadisme : la population est encore rurale à 78 % en 1956, mais devient urbaine à 58 % en 1989. La faible densité de population du pays et le manque d'effectifs en termes de main d’œuvre qualifiée restent cependant un obstacle à l'industrialisation et l'élevage demeure la force vive du pays. Au début des années 1980, la Mongolie compte encore 24 millions de têtes de bétail pour deux millions d'habitants. Les institutions juridiques du pays s'affinent également progressivement avec, entre le début des années 1960 et la fin des années 1970, l'établissement d'un code civil, d'un code pénal, et l'organisation de tribunaux civils et militaires, de collèges d'avocats et des Houral (parlement) locaux.
Grâce au soutien de l'URSS, la Mongolie est admise à l'ONU en 1961, après un premier échec en 1955 du fait du véto de Taïwan. En 1962, elle rejoint le COMECON. La Mongolie noue des relations diplomatiques avec le Royaume-Uni en 1963, puis avec la France deux ans plus tard, et enfin avec la plupart des autres pays du monde. Malgré l'ouverture de ses relations diplomatiques, la Mongolie demeure cependant l'un des États les plus fermés au monde. Elle est soutenue tout à la fois par l'URSS et par la république populaire de Chine : ses relations avec la Chine ne résistent cependant pas à la rupture sino-soviétique, au cours de laquelle la Mongolie adopte une position fortement pro-soviétique. Très vulnérable face à son voisin chinois, la Mongolie signe alors un traité d'assistance mutuelle avec Moscou, et l'URSS stationne à nouveau « temporairement » ses troupes en Mongolie pour prévenir toute incursion chinoise.
Chef du parti, Yumjagiyn Tsedenbal, surnommé le « Brejnev mongol », demeure le principal dirigeant du régime durant l'essentiel de la période de la guerre froide. Comme Choybalsan avant lui, Tsedenbal organise son propre culte de la personnalité, s'attribuant divers honneurs, dont le grade de général puis, en 1979, celui de maréchal de l'Armée populaire mongole. Il organise des purges régulières de l'appareil de l'État et du parti, préférant cependant exiler ses rivaux plutôt que de les faire exécuter. En 1974, après la mort de Jamsrangiin Sambuu et une période d'intérim, il quitte la tête du gouvernement pour devenir chef de l'État, tout en continuant de diriger le comité central du Parti révolutionnaire du peuple mongol. Jambyn Batmonkh lui succède comme chef du gouvernement. En 1982, une vaste purge politique pour « inefficacité » atteint les hommes de science et les hommes politiques, comme le président de l'Académie, Badzarin Chirendev, qui se voit destitué de ses fonctions. En août 1984, alors qu'il se trouvait en URSS pour ses vacances, Yumjagiyn Tsedenbal est démis de l'ensemble de ses fonctions à l'instigation de Jambyn Batmonkh et des alliés de celui-ci, avec l'assentiment voire à l'instigation des Soviétiques : sa chute semble avoir été entraînée par une réaction contre son style de gouvernement de plus en plus autocratique. Officiellement démissionnaire de son plein gré et pour raisons de santé, Tsedenbal est envoyé « en cure » et meurt en exil en URSS sept ans plus tard. Il est remplacé à la tête du parti et de l'État par Batmonkh, tandis que Dumaagiin Sodnom succède à ce dernier à la tête du gouvernement. À la fin des années 1980, l'édifice politique de la République populaire mongole est menacé par les mouvements de démocratisation dans le monde communiste, alors que la Perestroïka et la Glasnost mises en œuvre par Mikhaïl Gorbatchev entraînent la chute des régimes communistes en Europe.

### Passage à la démocratie
En 1989, l'URSS commence à retirer ses troupes de Mongolie. Les bouleversements en Europe ont des retentissements jusqu'en Mongolie, où un professeur d'université, Sanjaasürengiyn Zorig, fonde en décembre 1989 une « Union démocratique mongole » dont naissent, au printemps 1990, les premiers partis d'opposition au régime. Des manifestations ont lieu pour réclamer la démocratie. L'apparition de partis politiques et les manifestations populaires provoquent la désunion du Parti révolutionnaire du peuple mongol, dont une partie des cadres démissionne. Jambyn Batmonkh et Dumaagiin Sodnom renoncent à leurs postes le 21 mars. La tendance réformiste prend le dessus au sein du Parti révolutionnaire du peuple mongol et le Grand Houral d’État amende en mai la constitution, abolissant le rôle dirigeant du parti. Le 29 juillet 1990, la Mongolie tient ses premières élections libres, le Parti révolutionnaire du peuple mongol, encore bien implanté, remportant 60 % des suffrages et 357 des 430 sièges du parlement. L'opposition remporte 36 % des voix et 35 sièges. Un poste de président de la République est créé, auquel est élu Punsalmaagiyn Ochirbat, un membre de la tendance modérée du PPRM.
Dans le courant de 1990 et 1991, diverses mesures à caractère nationaliste sont prises, comme la réhabilitation du culte de Genghis Khan ou le retour progressif à l'écriture traditionnelle ; le bouddhisme cesse de faire l'objet de mesures répressives. Le 13 janvier 1992, la Mongolie adopte une nouvelle constitution, qui entre en application le 12 février, abolissant la République populaire : le pays reprend le nom officiel de Mongolie, sans forme longue. La démocratie parlementaire est instaurée de manière formelle, et les libertés religieuses garanties, tandis que le Parti révolutionnaire du peuple mongol, toujours au pouvoir, renonce au marxisme-léninisme et se convertit à l'économie de marché. Le 28 juin 1992, de nouvelles élections législatives ont lieu, auxquelles le PPM remporte 61,7 % des voix. Le 6 juin 1993, un nouveau scrutin au suffrage universel confirme dans ses fonctions Punsalmaagiyn Ochirbat qui, rejeté par le PPRM qui le trouve trop libéral, s'est présenté sous les couleurs de l'opposition et remporte les élections avec 57,8 % des suffrages. Le Parti révolutionnaire du peuple mongol perd les élections législatives du 30 juin 1996, l'opposition et l'ancien parti unique alternant au pouvoir dans les années qui suivent. En 1990, la rupture avec l'URSS qui soutenait, encadrait et approvisionnait l'économie mongole provoque une crise, maîtrisée dès 1994 par une politique d'austérité. La Mongolie passe dans le même temps d'une économie planifiée à une économie de marché, avec privatisation de l'élevage, de l'industrie et du commerce, libéralisation de la plupart des prix, réforme du système bancaire et ouverture aux investissements étrangers.

## Économie
À la veille de la révolution de 1921, la Mongolie avait une économie sous-développée et stagnante, fondée sur un mode de vie nomade et l'élevage. L'agriculture et l'industrie étaient presque inexistantes ; les transports et les communications étaient primitifs ; les banques, les services et le commerce étaient presque exclusivement aux mains de citoyens étrangers.
La plupart des habitants étaient des bergers nomades analphabètes, et une partie importante de la main-d'œuvre masculine vivait dans des monastères, contribuant peu à l'économie. Les biens sous forme de bétail appartenaient principalement aux aristocrates et aux monastères. Les nouveaux dirigeants de la Mongolie ont donc dû faire face à une tâche colossale pour construire une économie moderne.
Le développement économique de la Mongolie sous le régime communiste peut être divisé en trois périodes : 1921-1939 ; 1940-1960 ; et 1961-1989. Au cours de la première période, que la République populaire a appelée l'étape de la « transformation démocratique générale », l'économie est restée principalement agraire et sous-développée. L'État a commencé à développer une industrie basée sur la transformation des produits de l'élevage et la culture dans les fermes d'État. Les transports, les communications, le commerce intérieur et extérieur, les banques et les finances sont nationalisés ; ils sont placés sous le contrôle de l'État mongol et d'organisations coopératives ou de sociétés par actions mongolo-soviétiques. Oulan-Bator est devenu le centre industriel de la nation.
Au cours de la deuxième période, appelée « construction des bases du socialisme », l'industrie s'est diversifiée dans l'exploitation minière, la transformation du bois et la production de biens de consommation. La planification centrale de l'économie a commencé en 1931 avec un plan quinquennal qui a échoué et avec des plans annuels en 1941 ; les plans quinquennaux ont repris avec le premier plan quinquennal (1948-1952). En 1949, la république populaire de Chine commence à augmenter son aide, ce qui permet la construction du Transmongol - le chemin de fer d'Oulan-Bator - et de divers projets industriels.  Bien que le développement industriel soit toujours concentré à Oulan-Bator, la décentralisation économique a commencé avec l'achèvement du chemin de fer d'Oulan-Bator et la création d'usines de transformation alimentaire dans les centres d'Aimag.
La troisième étape, que le gouvernement a appelée « achèvement de la construction de la base matérielle et technique du socialisme », a vu se poursuivre l'industrialisation et la croissance agricole, en grande partie grâce à l'adhésion de la Mongolie au Conseil d'assistance économique mutuelle (Comecon) en 1962.
Après la rupture sino-soviétique, l'aide chinoise a cessé, mais la poursuite de l'assistance financière et technique soviétique et est-européenne sous forme de crédits, de consultants et de coentreprises a permis à la Mongolie de moderniser et de diversifier son industrie, notamment dans le secteur minier.
De nouveaux centres industriels sont construits à Baganuur, Choibalsan, Darkhan et Erdenet, et la production industrielle augmente considérablement. Bien que l'élevage ait stagné, la production végétale a augmenté de façon spectaculaire avec la mise en valeur de terres vierges par les fermes d'État. Le commerce extérieur avec les nations du Comecon s'est considérablement développé.
Les systèmes de transport et de communication ont été améliorés, reliant les centres de population et d'industrie et s'étendant aux zones rurales plus éloignées. À la fin des années 1980, la Mongolie était devenue une économie agro-industrielle, mais les lacunes de l'économie mongole et l'exemple de la perestroïka en Union soviétique ont conduit les dirigeants mongols à s'engager dans un programme de réformes visant à développer l'économie dans une direction plus capitaliste.
L'industrie représentait 7 pour cent du produit matériel net (PMN) de la Mongolie en 1950, mais 35 pour cent du total en 1985, et le commerce est passé de 10 pour cent en 1950 à 26 pour cent en 1985. L'agriculture, y compris le pastoralisme, qui représentait 68 pour cent du PNM en 1950, n'en représentait plus que 20 pour cent en 1985.
En 1960, 61 % des personnes employées travaillaient dans le secteur agricole, mais en 1985, seuls 33 % gagnaient leur vie dans ce secteur.  Les chiffres du PIB de la Mongolie montrent une croissance record tout au long des années 1980. En 1988 encore, la croissance annuelle du PIB était de 5,1 %.

## Système de santé
Avant les années 1920, la Mongolie ne disposait pas de services médicaux autres que ceux fournis par les lamas.
Les soins de santé en Mongolie se sont développés à partir de 1922 sur le modèle soviétique Semashko, avec un important réseau d'hôpitaux et de cliniques. Cependant, si la Mongolie fait des progrès rapides en terme d'infrastructures de santé, elle ne dispose pas d'un nombre suffisant de personnel formé. Il lui faut attendre les années 1960 pour connaitre une augmentation spectaculaire de la proportion de médecins par rapport à la population générale, si bien qu'en 1990, on comptait plus de 6 000 médecins, dont les trois quarts étaient des femmes. Le système de soins médicaux était accessible à peu de frais, voire gratuitement, même dans les régions les plus reculées. Les maisons de repos maternelles parrainées par l'État pour les femmes de la campagne en fin de grossesse ont contribué à faire baisser la mortalité infantile dans les régions rurales de 109 pour 1 000 naissances vivantes en 1960 à 57,4 en 1990, et la mortalité maternelle d'environ 25 % entre 1960 et 1990.
La Mongolie moderne a hérité d'un système de santé relativement bon de sa période socialiste ; un rapport de la Banque mondiale de 2007 note que "malgré son faible revenu par habitant, la Mongolie a des indicateurs de santé relativement solides, ce qui reflète les progrès importants réalisés en matière de santé pendant la période socialiste". En moyenne, le taux de mortalité infantile de la Mongolie est inférieur à la moitié de celui des pays ayant un développement économique similaire, son taux de mortalité des moins de cinq ans et son espérance de vie sont meilleurs en moyenne que ceux des autres nations ayant un PIB par habitant similaire.